# Episodi di The Public Defender (prima stagione)
La prima stagione della serie televisiva The Public Defender è stata trasmessa in anteprima negli Stati Uniti d'America dalla CBS tra il 11 marzo 1954 e il 30 agosto 1954.
| nº | Titolo originale        | Titolo italiano | Prima TV USA   | Prima TV Italia |
| -- | ----------------------- | --------------- | -------------- | --------------- |
| 1  | The Case of the Parolee |                 | 11 marzo 1954  |                 |
| 2  | The Unfit Mother        |                 | 18 marzo 1954  |                 |
| 3  | Lost Cause              |                 | 25 marzo 1954  |                 |
| 4  | The Forger              |                 | 1º aprile 1954 |                 |
| 5  | The Prize Fighter Story |                 | 8 aprile 1954  |                 |
| 6  | The Clown               |                 | 15 aprile 1954 |                 |
| 7  | Behind Bars             |                 | 22 aprile 1954 |                 |
| 8  | Two Brothers            |                 | 29 aprile 1954 |                 |
| 9  | Badge of Honor          |                 | 6 maggio 1954  |                 |
| 10 | Let Justice Be Done     |                 | 13 maggio 1954 |                 |
| 11 | Pauper's Gold           |                 | 20 maggio 1954 |                 |
| 12 | Step Child              |                 | 27 maggio 1954 |                 |
| 13 | The Auto Accident       |                 | 3 giugno 1954  |                 |
| 14 | Confession of Guilt     |                 | 10 giugno 1954 |                 |
| 15 | The Hobo Story          |                 | 17 giugno 1954 |                 |
| 16 | Youth Crime Ring        |                 | 24 giugno 1954 |                 |
| 17 | Third Floor Rear        |                 | 1º luglio 1954 |                 |
| 18 | Out of the Past         |                 | 5 luglio 1954  |                 |
| 19 | A Call in the Night     |                 | 12 luglio 1954 |                 |
| 20 | Escape                  |                 | 19 luglio 1954 |                 |
| 21 | High Stakes             |                 | 26 luglio 1954 |                 |
| 22 | Lisa                    |                 | 2 agosto 1954  |                 |
| 23 | Baby for Sale           |                 | 9 agosto 1954  |                 |
| 24 | Think No Evil           |                 | 16 agosto 1954 |                 |
| 25 | The Ring                |                 | 23 agosto 1954 |                 |
| 26 | The Last Appeal         |                 | 30 agosto 1954 |                 |